# Trachylepis mlanjensis
Trachylepis mlanjensis (муланжеський сцинк) — вид сцинкоподібних ящірок родини сцинкових (Scincidae). Ендемік Малаві.

## Поширення і екологія
Муланжеські сцинки мешкають на схилах гір Муланже і Дезда на півдні Малаві. Вони живуть на гірських луках, серед скель, на висоті від 1300 до 2953 м над рівнем моря.